# دانيال روجرز
وهو سياسي أمريكي وحاكم ولاية ديلاوير الأمريكية ولد دانيال روجرز في 3 يناير من سنة 1754 في فرجينيا انتقل روجرز إلى ديلاوير في سنة 1775 كان دانيال روجرز حاكما لولاية ديلاوير ما بين الأعوام 1797 إلى عام 1799 توفي دانيال روجرز في 2 فبراير من سنة 1802 في ولاية ديلاوير.